# Hrušica (gmina Novo mesto)
Hrušica – wieś w Słowenii, w gminie miejskiej Novo mesto. W 2018 roku liczyła 174 mieszkańców. 